# The Office (USA)
 For alternative betydninger, se The Office. (Se også artikler, som begynder med The Office)
The Office er en amerikansk komedieserie filmet som en mockumentary. Serien er baseret på den britiske komedieserie The Office af Ricky Gervais og Stephen Merchant, og udviklet til amerikansk tv af Greg Daniels.

## Handling
The Office foregår på et kontor i Scranton, Pennsylvania, det såkaldte Dunder Mifflin Paper Company (senere Sabre), der sælger papir og printere. Som seer følger man de forskellige ansattes arbejdsdage og hvordan chefen, Michael Scott (Steve Carell), hele tiden arrangerer fester og bizarre afledninger for de ansatte. Scott forlod Dunder Mifflin i slutningen af sæson 7.

## Figurer
- Michael Scott (Steve Carell)
- Jim Halpert (John Krasinski)
- Pam Beesley (Jenna Fischer)
- Dwight Schrute (Rainn Wilson)
- Ryan Howard (B.J. Novak)
- Angela Martin (Angela Kinsey)
- Kevin Malone (Brian Baumgartner)
- Oscar Martinez (Oscar Nunez)
- Andy Bernard (Ed Helms)
- Stanley Hudson (Leslie David Baker)
- Phyllis Lapin (Phyllis Smith)
- Meredith Palmer (Kate Flannery)
- Kelly Kapoor (Mindy Kaling)
- Creed Bratton (Creed Bratton)
- Toby Flenderson (Paul Lieberstein)
- Jan Levinson (Melora Hardin)
- Holly Flax (Amy Ryan)
- Charles Miner (Idris Elba)

## Priser
The Office har vundet flere priser, bl.a. to Screen Actors Guild Awards for den samlede skuespilspræstation i 2007 og 2008. Derudover tre Emmy Awards (en i 2006 og to 2007), en Peabody Award, samt en Golden Globe-statuette til Steve Carell for bedste skuespiller i musical eller komedieserie i 2006.

## DVD
| Titel                  | Udgivet           | Episoder | Cder | Længde     | Bonus |
| ---------------------- | ----------------- | -------- | ---- | ---------- | --- |
| The Office(us)-Sæson 1 | 15. november 2006 | 6        | 1    | 2t. 7min.  | Deleted Scenes |
| The Office(us)-Sæson 2 | 3. marts 2007     | 22       | 4    | 7t. 38min. | Deleted Scenes, Bloope Reel, Episode Commentaries, Webisodes from nbc.com, Fake PSAs, Steve on Steve And Much More!                                     |
| The Office(us)-Sæson 3 | 12. december 2007 | 23       | 4    | 9t.        | Deleted Scenes, Exerpts from 2006, NBC Primetime Preview hosted by the cast of The Offiece, Dwight Schrute music video, Kevin Cooks stuff in the Office |
| The Office(us)-Sæson 4 | 12. november 2008 | 14       | 4    | 7t. 6min.  | Deleted Scenes, Rabies - The More You Know, Bloopers, The Office Convention - Writer´s Block, Michael Scott´s Dunder Mifflin Ad, Summer Vaction Promo   |